# かみす防災アリーナ
かみす防災アリーナ（かみすぼうさいアリーナ）は、茨城県神栖市・神栖中央公園内の、防災拠点として位置づけられた多目的施設である。キャッチフレーズは「『もしも』のときも、『いつも』のところへ。」。

## 沿革
2011年、保立一男市長のもとで計画開始。
2016年秋に巨額事業の見直しを求める署名運動が始まり、住民投票請求がなされる中、2017年5月着工。
2017年10月1日「神栖中央公園防災アリーナ（仮称）の規模見直しを問う住民投票」が実施され、見直し賛成が反対を上回った。10月6日、保立市長は計画どおりの建設継続を表明した。
2017年11月19日、神栖市長選挙で規模見直しを公約に掲げた石田進が当選。
2018年3月15日、石田市長は、進行中の工事を中止して見直した場合の損失額が大きいとして、規模見直し断念を表明した。
PFI方式で事業化されたもので、建設費と15年間の運営費との合計契約金額は、税込171億5425万3381円。東京アスレティッククラブが館内施設運営にあたる。
2019年6月、開業。
2019年9月、令和元年房総半島台風（台風15号）襲来でガラスが割れるなどの被害があった。このとき、隣の鹿嶋市にある鹿島学園高等学校の寮生約300人を受け入れる一方、神栖市民には避難所として知らされなかった。
2019年10月2日、大面積のガラスなどに管理上の懸念はあるものの、防災施設ながら「軽快で美しいものに仕上がっている」として、2019年度グッドデザイン賞を受賞した。
2019年10月11日、令和元年東日本台風（台風19号）襲来時には前月の反省を踏まえ施設の一部を避難所として開放。しかし開放箇所が観客席だったため避難者が横になって休めない等、準備や運用について再び批判が集まった。